# Leon M. Lederman
Leon Max Lederman, född 15 juli 1922 i New York, död 3 oktober 2018 i Rexburg i Idaho, var en amerikansk fysiker som tillsammans med Melvin Schwartz och Jack Steinberger mottog Nobelpriset i fysik år 1988, med motiveringen
"för metoden med neutrinostrålar och påvisandet av leptonernas dubblettstruktur genom upptäckten av myonneutrinon".
Lederman tog doktorsexamen vid Columbia University, New York, 1951. Han blev professor vid detta universitet 1958. Han var chef för Fermi National Accelerator Laboratory i Batavia, Illinois mellan 1979 och 1989. 1982  tilldelades han Wolfpriset i fysik tillsammans med Martin L. Perl.
I början på 1960-talet utförde Lederman, Schwartz och Steinberger experiment vid Brookhaven National Laboratory där de använde en partikelaccelerator för att generera en stråle av neutriner, partiklar som inte har någon märkbar massa eller elektrisk laddning.
Det var känt att när neutriner träffar materia så genereras ibland elektroner ibland elektronlika partiklar som kallas myoner. Det var däremot inte känt om detta berodde på att det fanns olika typer av neutriner. Lederman, Schwartz och Steinberger visade att så var fallet och kallade den tidigare oidentifierade typen av neutriner som genererade myoner för myonneutrino.
Denna upptäckt ledde till insikten att leptonerna, den familj av partiklar som elektroner och neutriner tillhör, bildar familjer av partiklar. Detta är nu en del av den så kallade standardmodellen som beskriver uppbyggnaden och kategoriseringen av elementarpartiklarna.